# Ophiogomphus bison
Ophiogomphus bison är en trollsländeart som först beskrevs av Selys 1873.  Ophiogomphus bison ingår i släktet Ophiogomphus och familjen flodtrollsländor. IUCN kategoriserar arten globalt som livskraftig. Inga underarter finns listade i Catalogue of Life.